# Jérémy Audric
Jérémy Audric est un ancien joueur français de volley-ball né le 2 avril 1986. Il mesure 1,85 m et joue passeur.

## Clubs
| Club                | De        | À         |
| ------------------- | --------- | --------- |
| Rennes EC           | 2005-2006 | 2005-2006 |
| Saint-Nazaire VBA   | 2006-2007 | 2009-2010 |
| Stade poitevin      | 2010-2011 | 2011-2012 |
| AS Cannes           | 2012-2013 | 2012-2015 |
| Stade poitevin      | 2015-2016 | 2015-2016 |
| Plessis-Robinson VB | 2016-2017 | 2017-2018 |
| AMSL Fréjus         | 2018-2019 | 2019-2020 |
| AS Monaco           | 2020-2021 | 2020-2021 |

## Palmarès
- Championnat de France (1)
  - Vainqueur : 2011
  - Finaliste : 2012